# Maria kyrka, Järfälla
Maria kyrka är en kyrkobyggnad som tillhör Järfälla församling i Stockholms stift. Kyrkan ligger centralt vid korsningen av Vasavägen och Ynglingavägen i Jakobsberg i Järfälla kommun.

## Kyrkobyggnaden
Kyrkan, som är en röd tegelbyggnad, med församlingslokaler uppfördes och invigdes 1981 efter ritningar av arkitekt Lars Olof Torstensson.
Byggnadskomplexet är uppfört av rött tegel och har ett tak belagt med takpapp. Ovanpå västra taknocken står ett förgyllt kors som markerar korets placering.
Kyrkorummet har vitkalkade väggar och ett innertak av trä som är laserat i blågrönt. Högt uppe vid taket finns de tre mosaikfönstren, som är utförda av konstnären Britta Reich-Eriksson och som pryder kyrkorummet. Fönstret vid vänster bänkkvarter har duvan som motiv. Fönstret vid höger bänkkvarter har lammet som motiv. Fönstret på läktarens bakre vägg har skärselden som motiv.
I kyrkans huvudentré pryds flera av väggarna tegelmosaik av Marika Jovinge Cropper. I byggnaden finns även utsmyckningar målade av Ahlséngruppen.

## Klockstapeln
En klockstapel står väster om kyrkan. Den gamla klockstapeln, som Jakobsbergs distrikt erhöll i anslutning till S:t Jakobssalen, skänktes till Järfälla kommun 1982. De två klockorna flyttades till klockstapeln i Jakobsbergs Kyrkcentrum. Klockstapeln är ritad av ingenjör Carl-Gösta Strand, Järfälla.
I stapeln hänger två kyrkklockor tillverkade 1963 av Bergholtz klockgjuteri i Sigtuna. Ena klockan hänger under den andra. Den stora klockan väger 500 kg och den har en största diameter av 92 cm och är stämd i A1. Följande inskription står på framsidan: "Gammal är kyrkan, Herrens hus,/Står medan människoverk falla, /Tinnar så höga blivit grus,/Än hennes klockor oss kalla, /Kalla på gammal och ung, /Kalla på själ, som trött och tung,/Längtar till evig vila." (Sv. psalmboken 163:1.) Följande text står på baksidan: "Gud till ära och Järfälla församling till tjänst gjuten år 1963". Den lilla klockan väger 300 kg och den har en största diameter av 77 cm och är stämd i C2. Framsidan har följande text: "Från höghus och villor du kallas som gäst/ Till ordets predikan och nattvardens fest/ Här skänkes dig kraft till segrande liv/ Din evige Konung din tillbedjan giv". Baksidan har texten: "Gjuten Anno Domini 1963 Gud till ära och Järfälla församling till tjänst".

## Inventarier

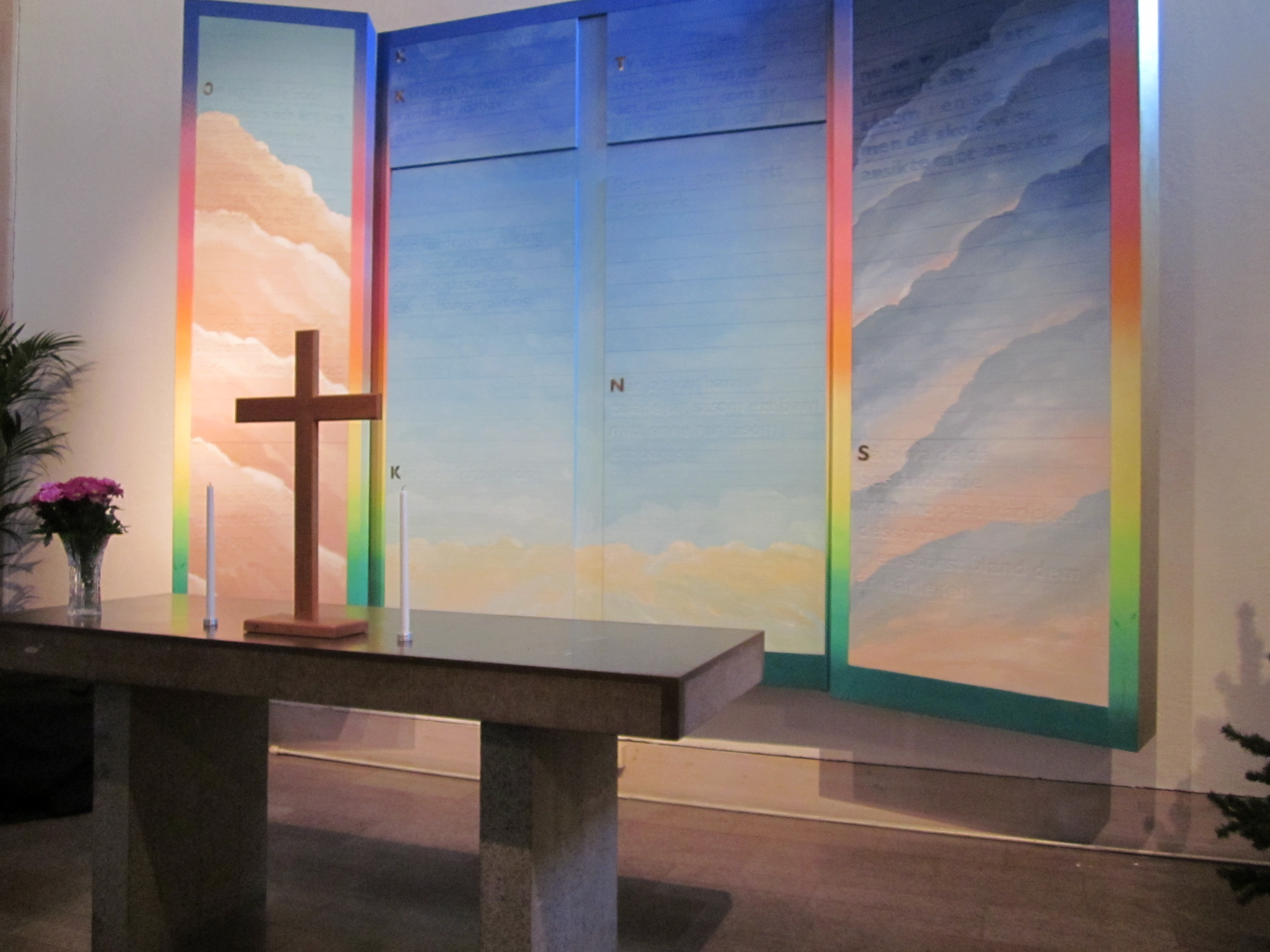
Altartavlan "Ljus och ord" illustrerar dygnets skiften är utformad av konstnär Lars Abrahamson och silversmed Bengt Liljedahl. Texten är hämtad från Paulus första brev till Korintierna kap.13.

- Orgeln med 18 stämmor är byggd 1985 av Walter Thür Orgelbyggen.
- Altartavlan är utförd av konstnären Lars Abrahamson och silversmeden Bengt Liljedahl, de har samarbetat om konstverket. Tavlan är tredelad och har mottot "Ljus och ord". Altartavlan illustrerar dygnets skiften med tre himlar, gryning, dag och natt, och texten är hämtad från Paulus första brev till Korintierna kapitel 13. Texten är fragmentarisk och försvinner ibland. Initialbokstäverna är av silver. Altarsilver har tillverkats av Bengt Liljedahl.
- Altare, predikstol och dopfunt är ritade av kyrkans arkitekt. Dopfuntens cuppa är utförd i gotländsk kalksten och vilar på en träställning.
- En fem meter lång gobeläng med nonkonfigurativt mönster kallas "Ljuset". Gobelängen är formgiven av Gunnar Haking och vävd av Britta Haking.

### Webbkällor
- Järfälla församling